# Марокко на летних Олимпийских играх 1964
Команда Марокко принимала участие в Летних Олимпийских играх 1964 года в Токио (Япония) во второй раз за свою историю, но не завоевала ни одной медали.